# ZeroZeroZero (Fernsehserie)
ZeroZeroZero ist eine italienische Fernsehserie von Stefano Sollima, Leonardo Fasoli und Mauricio Katz für Sky Atlantic, Canal+ und Prime Video, die auf dem gleichnamigen Roman des italienischen Autors Roberto Saviano aus dem Jahr 2013 basiert.
Die Premiere fand am 5. September 2019 bei den 76. internationalen Filmfestspielen von Venedig statt, wo die ersten beiden Episoden abseits des Wettbewerbs vorgestellt wurden. Im italienischen Fernsehen wurde die Serie ab dem 14. Februar 2020 auf Sky Atlantic uraufgeführt. In Deutschland erschien die Serie am 26. März 2020 auf Sky Atlantic.

## Handlung
Die Serie folgt der Reise einer großen Sendung Kokain von Mexiko nach Italien. Jedoch kostet der Transport des Kokains neben mehreren hundert Millionen Euro auch unzählige Menschenleben auf verschiedenen Kontinenten der Erde.
Der mächtige Mafioso Don Damiano „Minu“ La Piana von der kalabrischen ’Ndrangheta aus Gioia Tauro ordert von einem mexikanischen Drogenkartell aus Monterrey unter den Brüdern Jacinto und Enrique Leyra für seine Organisation 5.000 Kilogramm Kokain zum Bestpreis. Er steht dabei unter großem Druck anderer Mafia-Bosse, die Lieferung muss unbedingt klappen. Er wird dabei scheinbar unterstützt von seinem Enkel Stefano, doch der will die Lieferung sabotieren, um sich beim Großvater für den Mord an seinem Vater zu rächen. Der Begründung des Großvaters, sein Vater hätte Frauen und Kinder getötet, glaubt er nicht. Einer der anderen Bosse unterstützt ihn dabei, weil er die Macht an sich reißen will.
Manuel Contreras ist stellvertretender Anführer einer kleinen Spezialeinheit der mexikanischen Armee und Anhänger einer christlichen Sekte. Er ist jedoch korrupt und sabotiert bereits heimlich seine Aufträge.
Verantwortlich für den Versand der Lieferung des Kokains sind die Lynwoods – eine amerikanische Familie aus New Orleans mit einer eigenen Reederei. Vater Edward Lynwood leitet die Reederei, er traut seinen beiden Kindern Emma und Chris wenig zu, zumal der Sohn auch noch eine tödliche Erkrankung hat. Edward Lynwood wird bei einem Treffen mit den Leyras von Contreras und seiner Militäreinheit tödlich verletzt, obwohl der Angriff kurz vorher von Contreras an die Leyras verraten wurde.
Emma organisiert den Transport der Drogen. Aus Italien angereist bedroht Stefano La Piana die Lynwoods, um die Lieferung und den Kontakt zu den Mexikanern selbst zu übernehmen und so heimlich seinen Großvater zu sabotieren. Emma betraut entgegen dem letzten Wunsch ihres Vaters ihren Bruder, welcher bereits von seiner Krankheit gezeichnet ist, damit die Ladung Kokain auf dem Schiff zu begleiten. Da sie direkt mit Don Minu in Italien Kontakt aufnimmt und sich dafür die Erlaubnis holt, kann der Enkel Stefano nicht mehr offen gegen die Lieferung vorgehen, ohne Verdacht zu erregen.
Auf See wird das Schiff jedoch von Contreras Einheit aufgebracht. Als das Kokain gefunden wird, tötet er nicht korrupte Mitglieder seines Trupps und seinen Vorgesetzten und überredet die anderen zum offenen Überlaufen zu den Leyras. Das Schiff kann seine Fahrt mit der Ladung unbehelligt fortsetzen.
Jedoch ist der Kapitän von Don Stefano bestochen und setzt das Schiff in Brand. Während der Kapitän und seine Besatzung mit einem Rettungsboot fliehen, kann sich Chris aus seiner abgesperrten Kajüte befreien und den Brand löschen. Das Schiff wird abgeschleppt.
Contreras bietet sich mit seinen Leuten dem Kartell der Leyras als Helfer an. Sie akzeptieren, verbergen aber nie die Geringschätzung für ihn, seine Leute und seine soldatischen Treueansichten. Mit seinem militärischen Fachwissen bildet Contreras später eine große Anzahl Straßenjungs zu einer schlagkräftigen, brutalen und treu ergebenen paramilitärischen Einheit aus, die er „Die Firma“ nennt.
Das Schiff mit der versteckten Ladung Kokain und Chris landet in Dakar. Die hinzugereiste Emma kann mit massiver Bestechung und dem örtlichen Mittelsmann Omar Gamby gerade noch rechtzeitig vor einer Kontrolle das Kokain auf Lastwagen verladen und in Richtung Casablanca starten.
Unterwegs werden sie von Dschihadisten in einem Dorf in Mali festgehalten. Chris wird vom Anführer gezwungen, sich mit seinem westlichen Aussehen als Arzt auszugeben, so kann der Anführer in einem Flüchtlingslager seinen neugeborenen Sohn sehen, während er einen anderen Sohn zu einem Selbstmordattentat schickt. Auf dem Rückweg werden die Dschihadisten von einer französischen Drohne angegriffen. Der Anführer überlebt schwer verletzt, seine Leute werden fast alle getötet, aber Chris bleibt unverletzt. Inzwischen kann Omar mit seinen Leuten Emma befreien und will sich mit den Lastwagen voller Kokain den Weg freischießen. Mitten im Feuergefecht mit den Dschihadisten im Dorf bringt Chris den verletzten Anführer zurück. Die Dschihadisten lassen daraufhin die Lynwoods mit dem Kokain abziehen, aber Omar stirbt an seinen Verletzungen.
In Casablanca kann Emma ein neues Schiff auftreiben und das Kokain an Bord bringen. Don Stefano, inzwischen selbst durch seine Verbündeten massiv unter Druck gesetzt, findet Chris und will von ihm zum Kokain geführt werden. Als er merkt, dass Chris ihn in die Irre führt, tötet er Chris.
Contreras hat genug davon, wie die Leyras ihn und seine Soldaten behandeln. Er lässt eine Party der Brüder stürmen und bringt sie und viele Gäste um, damit er die Geschäfte übernehmen kann. Da er weiß, dass sie auf Emma warten, plant er Emma in dieses Haus zu locken.
Das Kokain ist inzwischen in Italien angekommen und Emma ist bei Don Mino in Gioia Tauro. Sie informiert ihn, dass sein Enkel gegen ihn arbeitet und fordert Rache für ihren getöteten Bruder. Sie erpresst Don Minu mit der Drohung, das Kokain sonst nicht zu liefern. Don Minu ersticht daraufhin seinen Enkel.
In Mexiko will Emma schließlich die Leyras treffen, um die gelieferte Ladung endgültig zu bezahlen, findet jedoch das Massaker vor, das Contreras Leute angerichtet haben. Sie bringen Emma zu ihm. Emma zahlt den ausstehenden Betrag stattdessen an Contreras und beide vereinbaren eine zukünftige Zusammenarbeit.

## Besetzung und Synchronisation

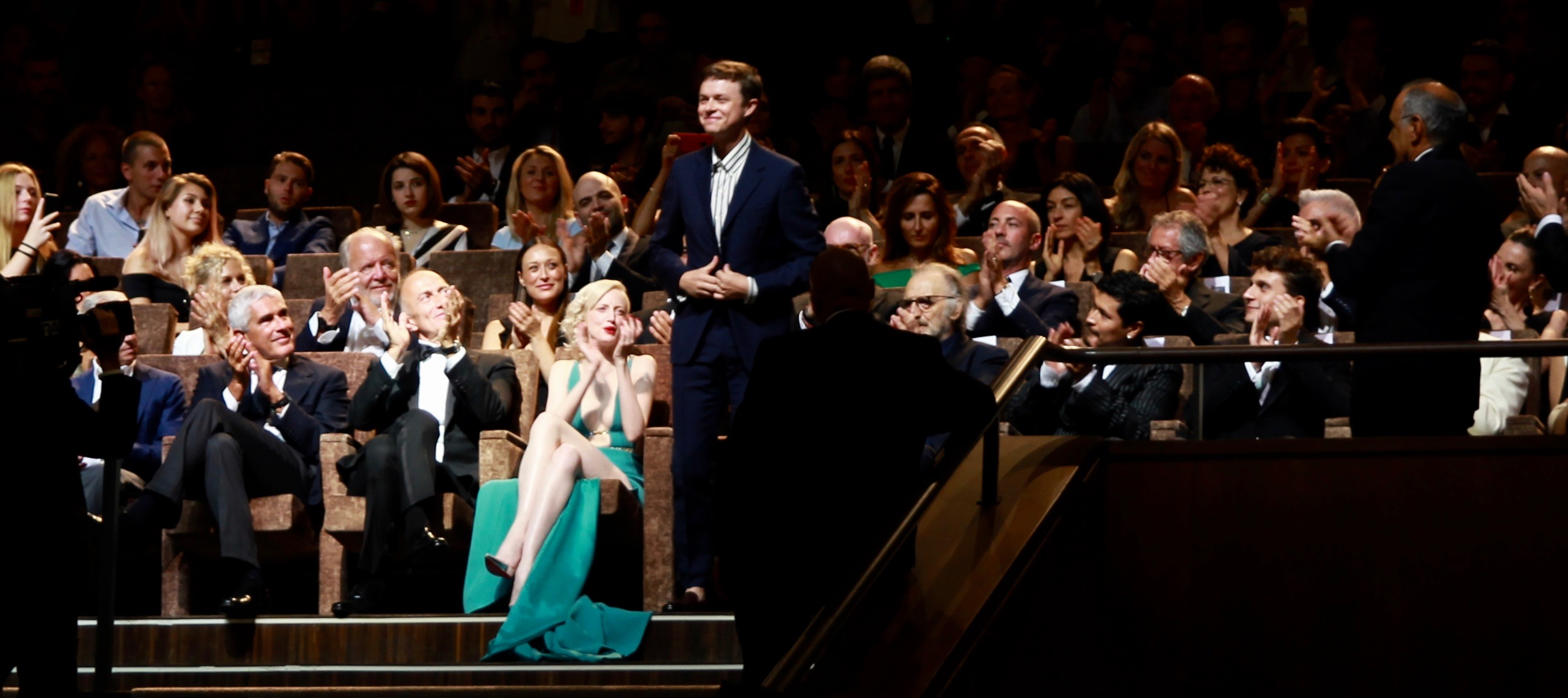
Die Hauptbesetzung mit Regisseur Stefano Sollima und Autor Roberto Saviano bei der Premiere der Serie während der internationalen Filmfestspiele von Venedig im Jahr 2019

Die deutsche Synchronisation der Serie entstand unter der Dialogregie von Engelbert von Nordhausen nach einem Dialogbuch von Laura Johae durch die Synchronfirma TV+Synchron Berlin GmbH.

### Hauptfiguren
- Andrea Riseborough als Emma Lynwood – Geschäftsführerin einer Reederei aus New Orleans und aktiv im Drogenschmuggel
- Dane DeHaan als Chris Lynwood – Bruder von Emma und männlicher Erbe des Familiengeschäfts der Lynwoods
- Adriano Chiaramida als Don Damiano „Minu“ La Piana – Mächtiger Mafioso von der kalabrischen ’Ndrangheta aus Gioia Tauro
- Harold Torres als Manuel Contreras – Gottesfürchtiger Soldat und Anführer eines paramilitärischen Drogenkartells namens „Die Firma“
- Giuseppe De Domenico als Stefano La Piana – Enkel von Minu La Piana und Mitglied der ’Ndrangheta

### Nebenfiguren
- José Salof als Indio – Mitglied der paramilitärischen Gruppierung von Manuel Contreras
- Diego Cataño als Chino – Mitglied der paramilitärischen Gruppierung von Manuel Contreras
- Erick Israel Consuelo als Moko – Mitglied der paramilitärischen Gruppierung von Manuel Contreras
- Francesco Colella als Italo Curtiga – Anführer einer Familie der ’Ndrangheta
- Paolo Gasparini als Franco – Mitglied der ’Ndrangheta und Untergebener von Minu La Piana
- Salvatore Spirli als Antonio Cartella – Mitglied der ’Ndrangheta und Untergebener von Minu La Piana
- Flavio Medina als Jacinto Leyra – Oberhaupt eines Drogenkartells aus Monterrey in Mexiko
- Víctor Huggo Martin als Enrique Leyra – Oberhaupt eines Drogenkartells aus Monterrey und Jacintos Bruder
- Claudia Pineda als Chiquitita – Witwe eines gefallenen Soldaten aus der Einheit von Manuel Contreras
- Gabriel Byrne als Edward Lynwood – Drogenschmuggler und Vater von Emma und Chris Lynwood
- Nika Perrone als Lucia – Ehefrau von Stefano La Piana
- Seydina Baldé als Omar Gamby – Mittelsmann von Emma in Dakar

## Episodenliste
| Nr. | Deutscher Titel        | Originaltitel      | Erstausstrahlung Italien | Deutschsprachige Erstausstrahlung (D/A/CH) | Regie               |
| --- | ---------------------- | ------------------ | ------------------------ | ------------------------------------------ | ------------------- |
| 1   | Der Deal               | The Shipment       | 14. Feb. 2020            | 26. März 2020                              | Stefano Sollima     |
| 2   | Der Weg Gottes         | Tampico Skies      | 14. Feb. 2020            | 26. März 2020                              | Stefano Sollima     |
| 3   | Miranda                | Miranda            | 21. Feb. 2020            | 26. März 2020                              | Janus Metz Pedersen |
| 4   | Im Hafen von Dakar     | Transshipment      | 21. Feb. 2020            | 26. März 2020                              | Janus Metz Pedersen |
| 5   | Das Gesetz der Scharia | Sharia             | 28. Feb. 2020            | 26. März 2020                              | Janus Metz Pedersen |
| 6   | Casablanca             | En el mismo camino | 28. Feb. 2020            | 26. März 2020                              | Pablo Trapero       |
| 7   | Opfer                  | Family             | 6. März 2020             | 26. März 2020                              | Pablo Trapero       |
| 8   | Vergeltung             | Same Blood         | 6. März 2020             | 26. März 2020                              | Pablo Trapero       |